# Élection présidentielle comorienne de 1978
L'élection présidentielle comorienne de 1978 se tient le 22 octobre 1978 pour élire le nouveau président de la République fédérale islamique des Comores, après l'adoption d'une nouvelle Constitution par référendum le 1er octobre. 
L'élection est un plébiscite pour Ahmed Abdallah Abderamane, élu sans opposition.

## Résultats
| Candidats                | Candidats                 | Partis                   | Premier tour | Premier tour |
| Candidats                | Candidats                 | Partis                   | Voix         | %            |
| ------------------------ | ------------------------- | ------------------------ | ------------ | ------------ |
|                          | Ahmed Abdallah Abderamane | Indépendant              | 195 186      | 100          |
|                          |                           |                          |              |              |
| Votes valides            | Votes valides             | Votes valides            | 195 186      | 99,95        |
| Votes blancs et nuls     | Votes blancs et nuls      | Votes blancs et nuls     | 104          | 0,05         |
| Total                    | Total                     | Total                    | 195 290      | 100          |
| Abstention               | Abstention                | Abstention               | 2 310        | 1,17         |
| Inscrits / participation | Inscrits / participation  | Inscrits / participation | 197 600      | 98,83        |